# Sceau de la Virginie-Occidentale

Le sceau de la Virginie-Occidentale.

Le sceau de l'État de Virginie-Occidentale a été adopté en 1863.
Le centre du sceau contient un rocher dans lequel est inscrit 20 juin 1863, date à laquelle la Virginie-Occidentale devint un état. Devant le rocher, on peut voir deux fusils entrecroisés surmontés d'un bonnet phrygien pour montrer l'importance de l'État dans la lutte pour la liberté. Les deux hommes de chaque côté du rocher représentent l'agriculture et l'industrie. Sur le côté gauche il y a un fermier avec une hache et une charrue avant une moisson. De l'autre côté il y a un mineur avec une pioche et derrière lui un marteau et une enclume. La bordure extérieure contient le texte "État de Virginie Occidentale" et la devise de l'état "Montani Semper Liberi", ("les Montagnards sont Toujours Libres "). Le surnom de l'État est "The Mountain State".